# Список умерших в 1047 году

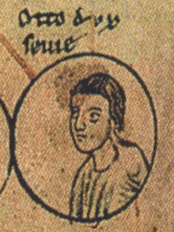
Оттон II

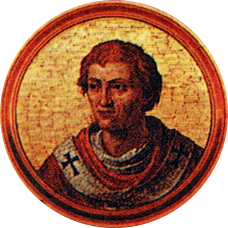
Климент II

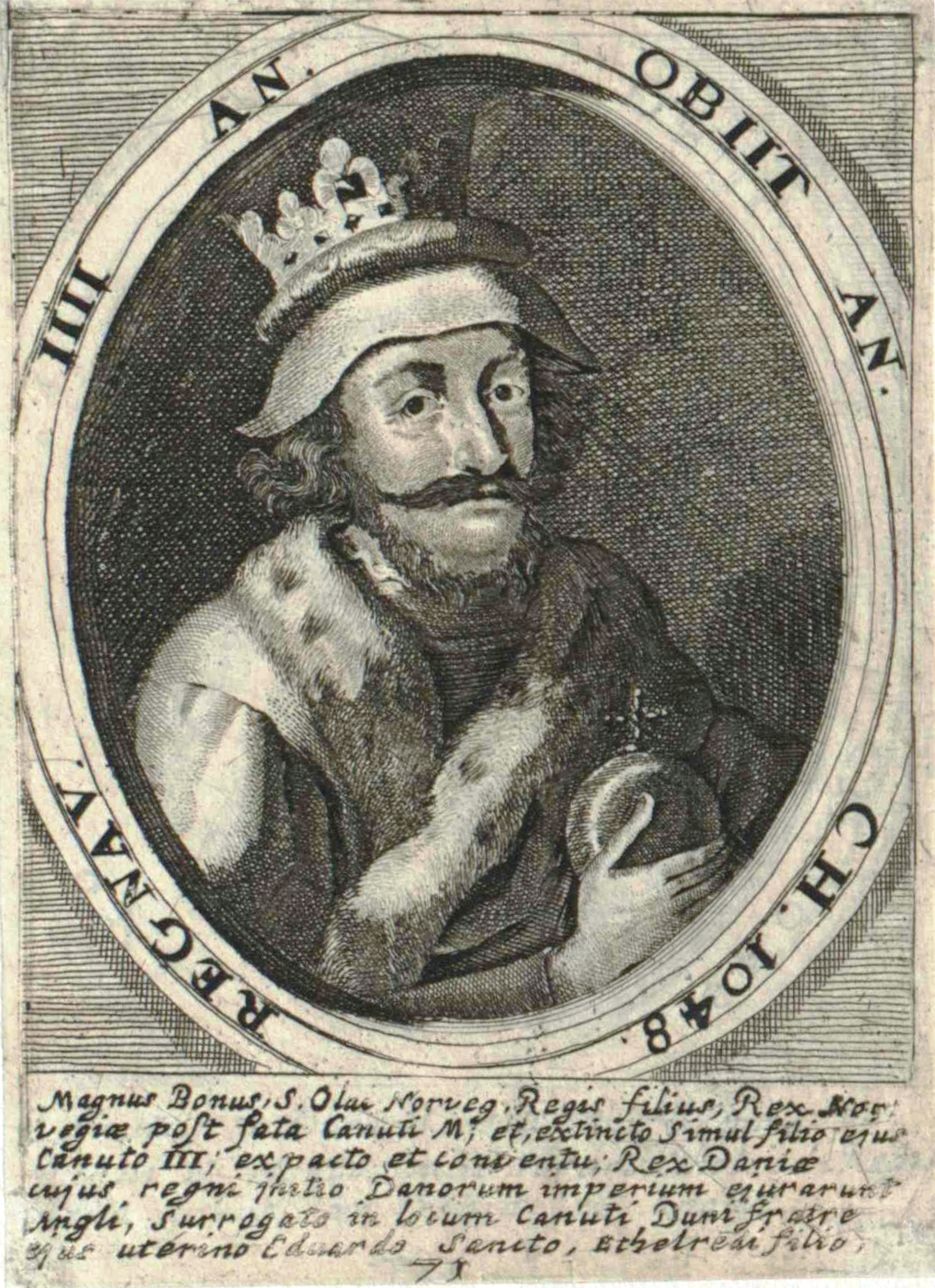
Магнус I Добрый

В этой статье представлен список известных людей, умерших в 1047 году.
См. также: Категория:Умершие в 1047 году

## Май
- 26 мая — Эберхард I (Эппо)[нем.] — князь-епископ Аугсбурга

## Июнь
- 16 июня — Поппо фон Бабенберг — архиепископ Трира (1016—1047)

## Август
- 29 августа — Элфвайн[англ.] — епископ Винчестера (1032—1047)

## Сентябрь
- 7 сентября — Оттон II — пфальцграф Лотарингии (1035—1045), герцог Швабии (1045—1047)

## Октябрь
- 9 октября — Климент II — папа римский (1046—1047)
- 14 октября — Генрих II — граф Люксембурга с 1026 года, герцог Баварии (как Генрих VII) с 1042 года.
- 25 октября — Магнус I Добрый — король Норвегии с 1036 года, король Дании с 1042 года.

## Ноябрь
- 7 ноября — Вильгельм I Баварский[нем.] — епископ Страсбурга (1030—1047)

## Дата неизвестна или требует уточнения
- Бернард[англ.] — епископ Гаэты (997—1047)
- Глабер, Рауль — бургундский монах и хронист, автор истории Франции в период с 900 по 1045 год.
- Гринкетел[англ.] — епископ Селсея (1039—1047)
- Евстахий I —граф Булони (1033—1047).
- Левенте — представитель династии Арпадов, брат королей Андраша I и Белы I.
- Мецлав — польский аристократ, правитель Мазовии
- Нрипакама II[англ.] — правитель государства Хойсала (1026—1047).
- Ранульф I де Бессен — нормандский барон, виконт Бессена (Байё).